# 立枷

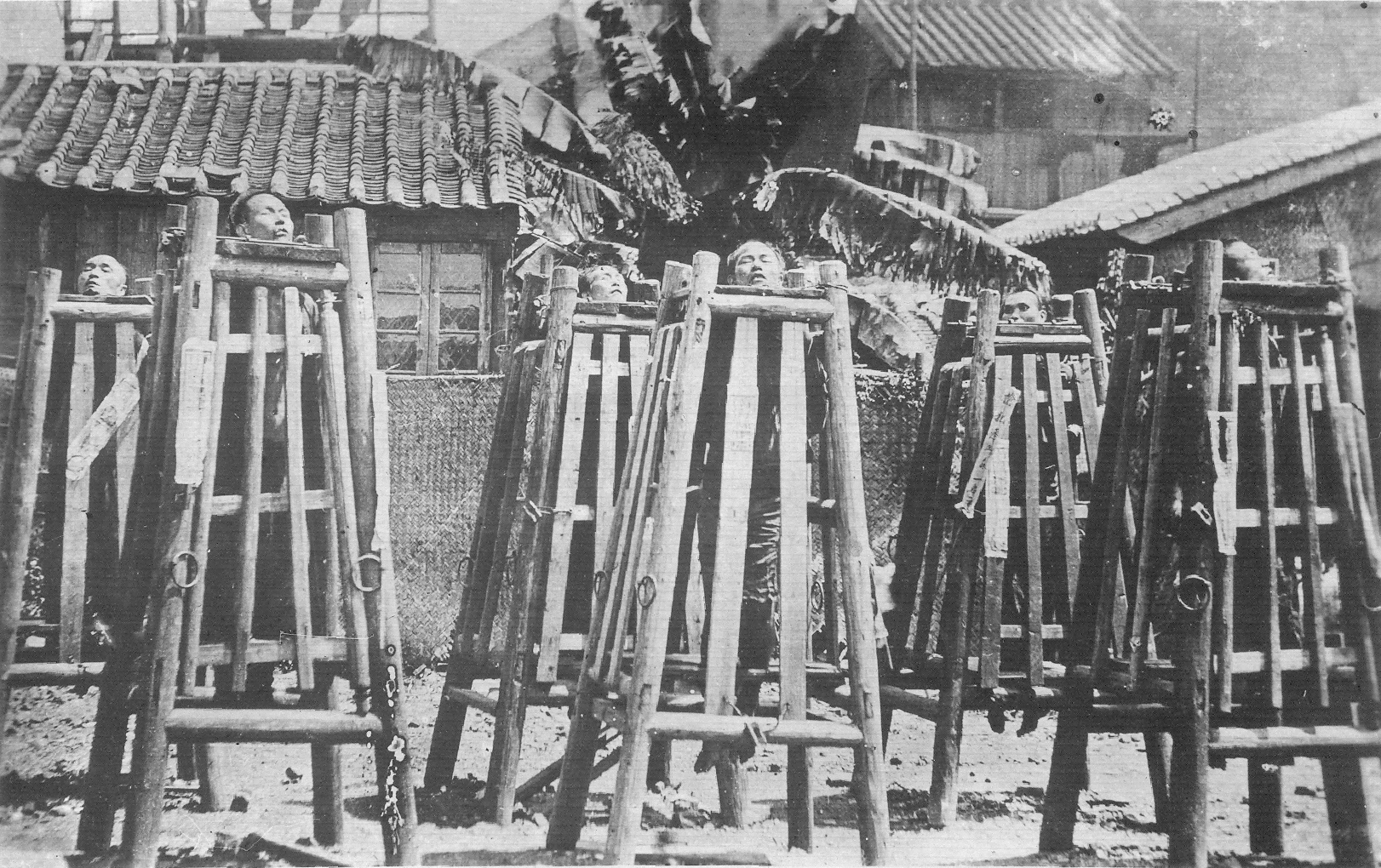
八国联军之役后被立枷处死的义和团拳民

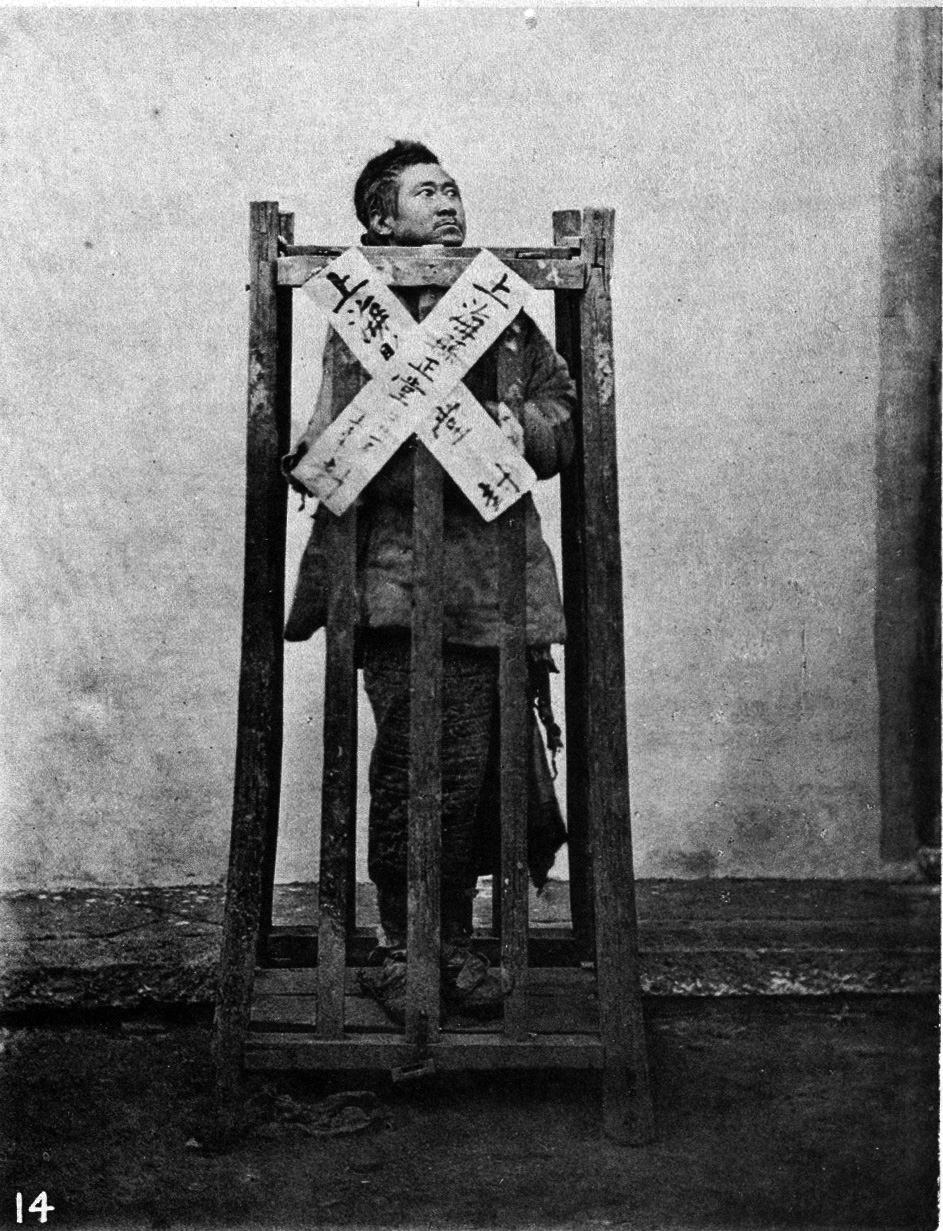
一名遭到立枷處死的犯人

立枷又稱站籠，是明代時出現的一項刑具，受立枷之刑的人通常都會死於該刑具之中。

## 歷史
立枷的發明者是來俊臣，這種刑具用木製造為一個高長的籠子，籠子前面長，後面則較短，頂部有一個圓孔，受刑者的脖頸會被枷鎖著，腳部只能勉強地接觸到刑具的底部，令受刑者只能直立而無法跪坐，使受刑者疲勞過度而死。
而立枷之刑在明朝時經常用於東廠和錦衣衛的「詔獄」中，專以對付皇帝欽點的犯人和政敵，受刑者會被監刑的校尉放進枷立中，並把立枷銼低，令受刑者無法將整雙腳掌平放於刑具底部，受刑者的體力會快速消耗，不出一日內便會伏法。
因得罪了「廠衛」而死於立枷的非常多，當時受枷的人死後，很多家屬依然未能取回屍體。原來當時明政府規定受立枷之刑者如在服刑期滿前已經死於枷中，親友不可立即取回死者屍體，要直至完成受刑時限，才可以把屍體運走，屍體只可以輕輕地蓋於土下。所以立枷之刑是當時朝野中最令大臣懼怕的刑罰。
明熹宗在位時，魏忠賢得寵，權傾朝野，得罪魏忠賢的大小官吏，往往會被拉至「詔獄」受不同的苦刑，當中立枷是魏忠賢常用來迫害官員和平民的刑具，清代野史《烈皇小識》卷一就曾經提到「動紮以立枷示威，前後斃者數以千計。」，印證了魏忠賢的所作所為。
清兵一統中國後，立枷仍舊保留，並從詔獄擴及一般地方衙門。康熙帝即位後的第八年，定枷的上限重量為70斤，次級的為60斤重，長度為三尺，寬度是二尺九寸，並規定各地衙門都要按照刑部的樣本進行立枷之刑。
1864年太平天國遭攻滅，曾國藩逮捕「忠王」李秀成，即以站籠問供李秀成，李遂說出著名史料之「太平天國敗滅十要」。
清代滅亡後，廢除立枷之刑罰。

## 文學描述
《老殘遊記》中描述清官玉賢（影射毓賢）愛用站籠處死犯人，其衙門口有十二架站籠，難得有空。